# Polynema gracilior
Polynema gracilior är en stekelart som beskrevs av Soyka 1946. Polynema gracilior ingår i släktet Polynema och familjen dvärgsteklar. Inga underarter finns listade i Catalogue of Life.